# 横山涼
横山 涼（よこやま りょう、1995年3月7日 - ）は、日本の俳優。東京都出身。LDH JAPAN所属。

## 略歴
2000年代から子役として活動し、幾つかのドラマや映画にエキストラで出演。
2018年、スーパー戦隊シリーズ『快盗戦隊ルパンレンジャーVS警察戦隊パトレンジャー』にて、陽川咲也 / パトレン2号役でレギュラー出演。
2020年7月1日をもってA-teamを退所し、cactusに移籍。2022年8月にテイクオフに移籍したことを発表した。
2025年8月1日、LDH JAPANへの移籍を発表した。

## 人物
ヒーロー物を愛好しており、幼少期は『電磁戦隊メガレンジャー』、小学生時代は『キン肉マン』、成人してからは『スパイダーマン』などを観ている。自身がスーパー戦隊シリーズの『ルパンレンジャーVSパトレンジャー』に出演することが決まった際には期待を抱きつつも、日本を代表し子供が憧れるヒーローになることのプレッシャーが大きかったと述べている。同作で自身が演じた陽川咲也 / パトレン2号はコメディリリーフ的な存在だったこともあり、格好つけるヒーローではなく『キン肉マン』のような親しみやすさを第一に考えたという。

## 出演

### テレビドラマ
- 東京爆弾 Neo Tokyo Twilight Zone（2000年7月3日、WOWOW）
- 水曜プレミア 四谷くんと大塚くん/天才少年探偵登場の巻（2004年7月21日、TBS）
- 仮面ティーチャー（2013年7月7日 - 9月29日、日本テレビ）
- 先に生まれただけの僕（2017年10月14日 - 12月16日、日本テレビ） - 青柳公平 役[7]
- 快盗戦隊ルパンレンジャーVS警察戦隊パトレンジャー（2018年2月11日 - 2019年2月10日、テレビ朝日） - 陽川咲也 / パトレン2号 役[8][9]
- サイン-法医学者 柚木貴志の事件-（2019年7月11日 - 9月12日、テレビ朝日） - 北見永士 役[10]
- ニッポンノワール-刑事Yの反乱-（2019年10月13日 - 12月15日、日本テレビ） - 前園孝 役
- 女子高生の無駄づかい（2020年1月24日 - 3月6日、テレビ朝日） - 鈴木正義 役[11]
- ドラマスペシャル 私刑人〜正義の証明〜（2020年2月9日、テレビ朝日） - 金山言訓 役
- 天国と地獄〜サイコな2人〜 第4話（2021年2月7日、TBS） - 橋下和真 役
- 流れ星（2021年3月22日、NHK BSプレミアム） - 小林一平 役[12]
- 探偵☆星鴨 第8話（2021年6月15日、日本テレビ） - 馬場 役[13]
- 相棒（テレビ朝日）
  - Season20 第12話（2022年1月19日） - 熊沢和也 役
  - Season22 第17話、18話（2024年2月21日、28日） - 柿沼勇作 役
- ホテルマン東堂克生の事件ファイル〜八ヶ岳リゾート殺人事件〜（2022年1月22日、BS-TBS） - 望月真治 役
- 特捜9 Season5 第5話（2022年5月4日、テレビ朝日） - 寺本壮治 役
- ナンバMG5 第4話（2022年5月11日、フジテレビ）- 原 役
- 警視庁強犯係・樋口顕 Season2 第4話（2022年8月5日、テレビ東京） - 白河篤 役[14]
- our stories〜120秒の物語 第16話（2022年8月25日、関西テレビ） - 豊橋 役[15]
- 警視庁アウトサイダー 第5話（2023年2月2日、テレビ朝日） - 楠本貴喜 役[16]
- リエゾン -こどものこころ診療所- 第7話（2023年3月3日、テレビ朝日） - 社員 役
- シガテラ 第2話（2023年4月15日、テレビ東京） - チンピラ 役
- 全ラ飯 第3話・第11話（2023年4月27日・6月22日、関西テレビ） - 鈴木芳郎 役
- ダブルタップミステリー 家族失踪事件 記録映像（2023年5月12日・27日、テレビ朝日） - 雅樹 役
  - ダブルタップミステリー イミコワ考察ミステリー 不気味な答え「デスゲーム」（2024年3月2日 - 16日、テレビ朝日） - 名無し（川田五郎） 役
- Around1/4 アラウンド・クォーター 第2話・第3話（2023年7月16日・30日、朝日放送テレビ） - トモ 役
- 今日からヒットマン 第1話（2023年10月27日、テレビ朝日） - 松井 役[17]
- 大河ドラマ 光る君へ 第2話（2024年1月14日、NHK）
- シークレット同盟 第2話（2024年4月12日、読売テレビ） - バーテンダー 真 役[18]
- 奪われた僕たち 第1話・第3話・第5話（2024年4月12日・26日・5月10日、MBS） - 江西 役[19]
- 伝説の頭 翔 第4話（2024年8月9日、テレビ朝日）[20] - 藤原仁 役
- D&D〜医者と刑事の捜査線〜（2024年10月18日 - 11月29日、テレビ東京） - 本田厚夫 役[21]

### 映画
- ヒトリマケ（2008年10月25日、クリエイティブ・オフィスなび） - 和久井然 役
- 悪の教典（2012年11月10日、東宝） - 塩見大輔 役
- みなさん、さようなら（2013年1月26日、ファントム・フィルム）
- 劇場版 仮面ティーチャー（2014年2月22日、ショウゲート）
- EXCUSE ME（2014年3月、ザフールサイレントショートムービー）
- 風に立つライオン（2015年3月14日、東宝）
- 母と暮せば（2015年12月12日、松竹）
- きょうのキラ君（2017年2月25日、ショウゲート）
- スーパー戦隊シリーズ（東映） - 陽川咲也 / パトレン2号 役
  - 快盗戦隊ルパンレンジャーVS警察戦隊パトレンジャー en film（2018年8月4日）
  - 劇場版 騎士竜戦隊リュウソウジャーVSルパンレンジャーVSパトレンジャー（2020年2月8日）[22]
- 東京リベンジャーズ（東宝）
  - 東京リベンジャーズ2 血のハロウィン編 -運命-（2023年4月21日）
  - 東京リベンジャーズ2 血のハロウィン編 -決戦-（2023年6月30日）
- 邪魚隊 / ジャッコタイ（2024年5月31日、東映ビデオ） - 江武椎左衛門 役[23]
- 逃走中 THE MOVIE:TOKYO MISSION（2024年7月19日、東映） - 本人 役[24]
- THE RIGHTMAN 正義の男（2025年2月1日、映像制作リアン）[25]

### 舞台
- 映像×朗読劇「桜雪～ある雪女の物語～」
- タクフェス特別公演「What a wonderful life!(ホワット ア ワンダフル ライフ！)」
- 淡海乃海 ～声無き者の歌をこそ聞け～（2021年3月10日 - 14日、俳優座劇場） - 六角義治 役
- あの日わたしをはだかにして（2022年4月6日 - 17日、東京芸術劇場シアターウエスト）[26]
- the Selected World（2022年8月3日 - 8月8日、シアターグリーンBig Tree Theater） - 主演・スリー 役[27]
- 極端な人たち（2022年10月26日 - 11月3日、DDD AOYAMA CROSS THEATER）[28]
- 劇団 25,6時間 6h（第六回）公演「dumu.ene.ga.ak-いつか手に取るその日に-」（2022年12月14日 - 18日、萬劇場）
- わかば自動車教習所で恋を学ぶ（2023年3月29日 - 4月5日、シアターサンモール）[29]
- 1993-The Bang Bang Club-（2023年7月21日 - 30日、俳優座劇場）[30]
- 蝉灯す（2023年8月23日 - 29日、草月ホール）
- 薄羽集魚灯（2023年11月23日- 11月26日、池袋シアターグリーン BOX in BOX）[31]
- WHAT A WONDERFUL LIFE！ー素晴らしきかな人生ー（2024年1月9日 - 14日、シアターサンモール）[32]
- 遠き日の落球 2024（2024年3月20日 - 24日、シアター・アルファ東京）[33]
- 愚れノ群れ（2024年6月5日 - 12日、シアターサンモール）[34]
- 月農（2024年10月9日 - 19日、シアターサンモール）[35]
- 霧（2025年6月4日 - 15日〈予定〉、シアターサンモール)[36]

### オリジナルビデオ
- 半端 完結編（2018年4月25日、オールインエンタテインメント）
- 日本統一外伝 田村悠人（2019年） - 丸神会二代目水神会東龍会組員・藤田茂 役
- ルパンレンジャーVSパトレンジャーVSキュウレンジャー（2019年8月21日、東映ビデオ） - 陽川咲也 / パトレン2号 役

### ウェブドラマ
- 暴力無双（2021年1月24日、Xstream46） - デリンジャー 役[37]
- ドンケツ（2025年4月25日 - 、DMM TV） - 小田切学 役[38]

### ゲーム
- スーパー戦隊データカードダス 快盗戦隊ルパンレンジャーVS警察戦隊パトレンジャー（2018年2月、アーケード） - 陽川咲也 / パトレン2号 役
- なりキッズパーク 快盗戦隊ルパンレンジャーVS警察戦隊パトレンジャー（2018年11月21日、Nintendo Switch） - 陽川咲也 / パトレン2号 役

## 作品

### 写真集
- 横山涼 写真集『りょう』（2019年3月20日、ワニブックス） ISBN 978-4-84-708207-8

### 参加楽曲
- 快盗戦隊ルパンレンジャーVS警察戦隊パトレンジャー VSキャラクターソングアルバム（2018年12月26日、COCX-40604）
  - パトレン2号 / 陽川咲也（横山涼）「ヒーローは決して泣かない」